# Traversodon
Traversodon é um gênero de terapsida. Era um cinodonte, parente e ancestral direto dos mamíferos modernos. Traversodon viveram no que é agora à parte nordeste dos Estados Unidos e América do Sul.

## Espécies
Traversodon Stahleckeri foi encontrado pela primeira vez por Friedrich Von Huene, em 1936, São Pedro do Sul, Brasil.